# Ропот
Ропот (болг. Ропот) — село в Болгарии. Находится в Софийской области, входит в общину Годеч. Население составляет 16 человек (2022).

## Политическая ситуация
Ропот подчиняется непосредственно общине и не имеет своего кмета.
Кмет (мэр) общины Годеч — Владимир Аспарухов Александров Болгарская социалистическая партия (БСП) по результатам выборов в правление общины.